# Peyrusse-le-Roc
Peyrusse-le-Roc – miejscowość i gmina we Francji, w regionie Oksytania, w departamencie Aveyron. W 2013 roku jej populacja wynosiła 228 mieszkańców.

## Historia

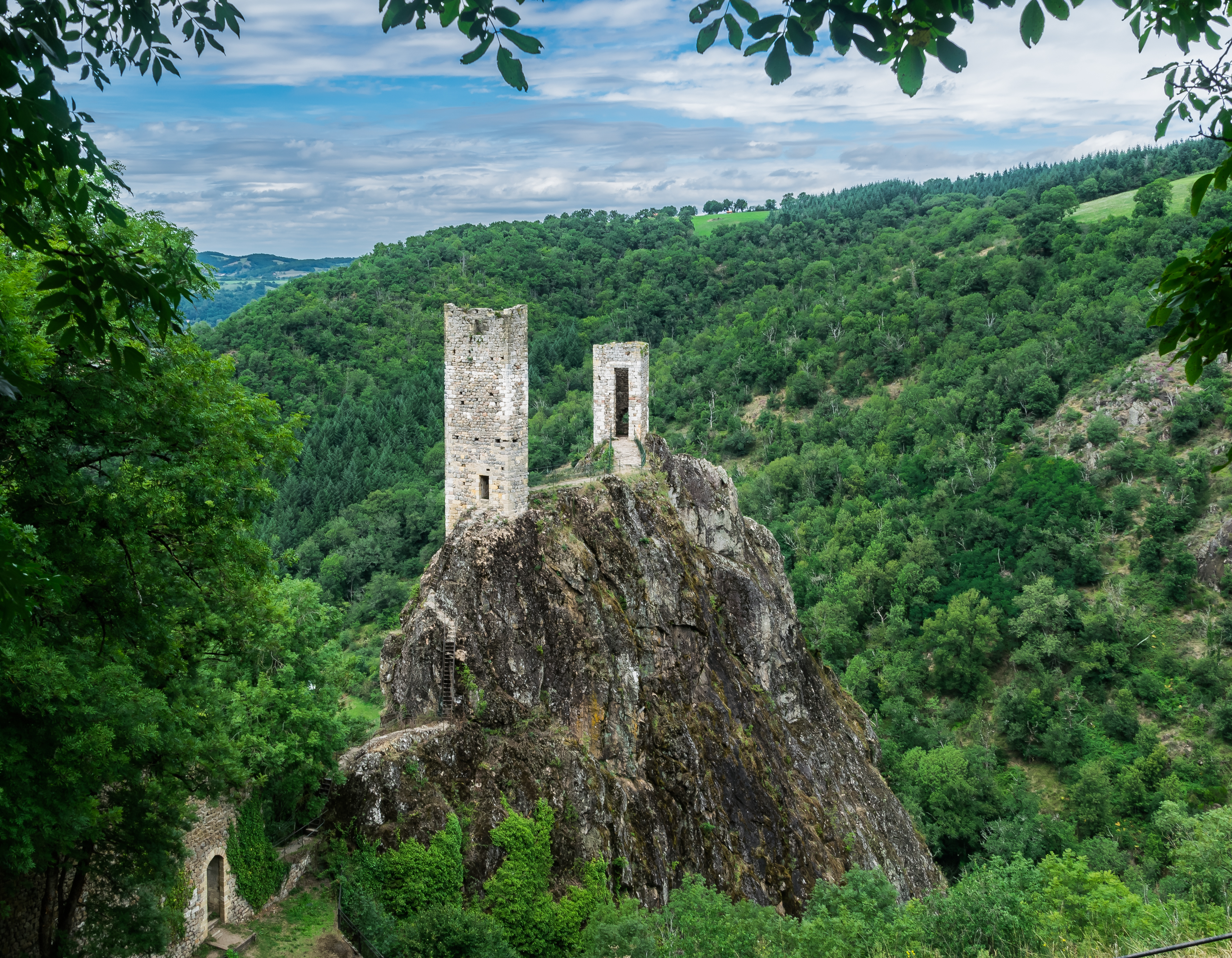
Widok na zamek w Peyrusse-le-Roc

Obszary, na których położone jest Peyrusse-le-Roc, są znana od czasów rzymskich z bogatych kopalni srebra, ołowiu i antymonu. W 761 roku ukończono budowę zamku. W 767 roku miejscowość jest wspomniana pod nazwą „Petruccia”, kiedy to w tym miejscu Pepin Mały pokonał zwolenników księcia Akwitanii. W 1163 roku zamek został zdobyty przez Anglików, następnie okupowany przez Szymona z Montfort. W średniowieczu było zaludnione przez około 3000 mieszkańców. Miasto straciło swoje znaczenie pod koniec XVI wieku. W 1668 roku stan zamku oceniono jako ruiny.

## Zabytki
Większość zabytków w Peyrusse-le-Roc pochodzi z późnego średniowiecza. W starym mieście zachowały się mury obronne oraz trzy ufortyfikowane bramy.
Zabytki posiadające status monument historique:
- zamek dolny (fr. château Inférieur) – zbudowany w 761 roku, obecnie istnieją tylko dwie wieże, z czego północna służyła jako wieża widokowa[3]
- kościół Notre-Dame-de-Laval (fr. église Notre-Dame-de-Laval) – zbudowany w XIII i XIV wieku w stylu gotyckim, został opusczony w XVII wieku, obecnie jest w ruinie, dzwonnica znajduje się 100 metrów od kościoła[7]
- szpital angielski (fr. hôpital des Anglais) – średniowieczna budowla zniszczona przez pożar, obecnie pozostały tylko ściany na trzech piętrach, kamienny kominek na ścianie szczytowej zwieńczony cylindryczną rurą oraz mniejszą kominek we wschodniej części muru[8]
- zadaszony rynek (fr. marché couvert) – rynek ma trzy łuki kolebkowe, które nie komunikują ze sobą. Czwarty łuk jest prostopadły do trzech pozostałych[9]
- Porte de la Barbacane – z XV wieku, najlepiej zachowana baszta miasta, kiedyś była poprzedzona barbakanem[10]
- synagoga (fr. synagogue) – z XII i XIII wieku[11]

## Demografia
W 2013 roku populacja ówczesnej gminy Peyrusse-le-Roc liczyła 228 mieszkańców.
|  |

Źródła:
cassini/EHESS (dla danych z lat 1793-2006)
INSEE (dla danych z 2008 i 2013 roku)

## Ludzie związani z Peyrusse-le-Roc
- Hervé Verhnes – rzeźbiarz z drewna i kamienia, także malarz i rysownik.
- Pascale Roberts – aktorka.